# Butamben
Butamben là một thuốc gây tê cục bộ. Nó là este của axit 4-aminobenzoic và butanol. Đây là một loại bột tinh thể màu trắng, không mùi, hòa tan nhẹ trong nước (1 phần 7000) và hòa tan trong rượu, ether, chloroform, dầu cố định và axit loãng. Nó từ từ thủy phân khi đun sôi với nước. Từ đồng nghĩa bao gồm Butamben, Butilaminobenzoato và Butoforme. Tên độc quyền bao gồm Alvogil ở Tây Ban Nha và Alvogyl ở Thụy Sĩ. Nó là một trong ba thành phần trong thuốc gây tê tại chỗ Cetacaine.